# جامعة نورث كارولينا في غرينسبورو
جامعة نورث كارولينا في غرينسبورو (بالإنجليزية: University of North Carolina at Greensboro)‏ وتُختصر UNCG أو UNC Greensboro هي جامعة بحثية عامة في غرينسبورو بولاية نورث كارولينا. إنه جزء من نظام جامعة نورث كارولينا. جامعة نورث كارولينا في غرينسبورو مثل جميع أعضاء نظام جامعة نورث كارولاينا، هي جامعة قائمة بذاتها وتمنح شهاداتها الخاصة. تم اعتماد الجامعة من قبل الرابطة الجنوبية للكليات والمدارس في الكليات لمنح درجات البكالوريا والماجستير والمتخصص والدكتوراه.
تقدم الجامعة أكثر من 100 برنامج جامعي و61 برنامج ماجستير و26 برنامج دكتوراه. تشمل الكليات والبرامج الأكاديمية بالجامعة كلية الآداب والعلوم، وكلية جوزيف إم بريان للأعمال والاقتصاد، وكلية التربية، وكلية الصحة والعلوم الإنسانية، والمدرسة المشتركة لعلم النانو والهندسة النانوية (واحدة من أولى المدارس مثل هذه المدارس في الدولة)، ومدرسة الفنون المرئية والمسرحية، وكلية التمريض، والتعلم المستمر، ومدرسة الدراسات العليا، وكلية وارن آشبي السكنية وكلية لويد الدولية الشرفية. تعد الجامعة أيضًا موقعًا لمتحف ويذرسبون للفنون، والذي يضم واحدة من أكبر مجموعات الفن الأمريكي الحديث في البلاد.

## تاريخ

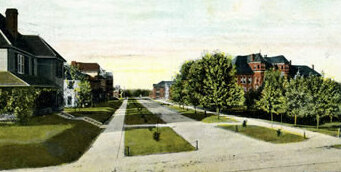
مدرسة ولاية كارولينا الشمالية العادية والصناعية، كاليفورنيا. 1906.

يعود الفضل في تأسيس الجامعة بشكل أساسي إلى ماكيفر. خدم ماكيفر المؤسسة كأول رئيس تنفيذي لها بلقب الرئيس. شهد هذا المنصب أيضًا أسماء مختلفة، حيث عُرف المدير باسم عميد الإدارة بعد عام 1934 والمستشار من عام 1945 حتى الآن.
تم إنشاء المدرسة ككلية نسائية من خلال سن تشريعي في 18 فبراير 1891، كمدرسة حكومية عادية وصناعية وافتتحت في 5 أكتوبر 1892. قدمت المدرسة تعليمات في إدارة الأعمال والعلوم المحلية والتدريس مع هيئة طلابية من 223 وأعضاء هيئة التدريس من 15 في عامها الأول. أُنشأت الجامعة في غرينسبورو، نورث كارولاينا حيث تم تشييد المبنى الأول بأموال حكومية بلغ مجموعها 30 ألف دولار. جامعة نورث كارولينا في غرينسبورو هي الجامعة العامة الأولى والوحيدة في ولاية كارولينا الشمالية التي تأسست لغرض تعليم النساء. في عام 1949، أصبحت أكبر مؤسسة نسائية بالكامل في الولايات المتحدة.[بحاجة لمصدر]
بعد بدء عام 1903 في يونيو 1903، أصدر الدكتور تشارلز دنكان ماكيفر تقريرًا عن المدرسة وتقدمها. صرح ماكيفر أن المدرسة كانت «في حاجة ماسة إلى عنصرين أساسيين لأي مؤسسة تعليمية من الدرجة العالية»، عند الإشارة إلى صالة للألعاب الرياضية ومكتبة عالية الجودة. في ذلك الوقت، كانت كنيسة مبنى كاري في الحرم الجامعي تستخدم للنشاط البدني. وأشار إلى أنه إذا كان التبرع بمبلغ 5000 دولار أو 10000 دولار لأي من المبنيين سيسمح للجامعة ببناء هيكل في غضون اثني عشر شهرًا.
شهدت المدرسة العديد من الأسماء على مر السنين، حيث تغيرت من «مدرسة الولاية العادية والصناعية» إلى كلية الدولة للمعاينة والصناعية في عام 1896، ومرة أخرى في عام 1919 إلى كلية نورث كارولينا للنساء. في عام 1932، تغيرت إلى كلية المرأة بجامعة نورث كارولينا، عندما أصبحت واحدة من المؤسسات الثلاث المستأجرة للجامعة الموحدة في نورث كارولينا، وتغيرت مرة أخرى إلى جامعة نورث كارولينا في غرينسبورو عندما تم قبول الرجال لأول مرة. المدرسة عام 1963. يتذكرها العديد من خريجي كلية المرأة باعتزاز باسم «كلية النساء».
توسعت الجامعة إلى ما وراء حدودها التقليدية مع بناء قاعة سكنية تضم 800 سرير للطلاب، وهذه مجرد بداية لمبلغ 200 مليون دولار مشروع في جيت سيتي بوليفارد. المبنى الجديد عبارة عن تطوير متعدد الاستخدامات، مع مساحة للتجزئة والمطاعم، إلى جانب قاعات سكن للطلاب ومركز ترفيهي للطلاب. تم إطلاق توسعة الجامعة من خلال خطة الإسكان التابعة للجامعة، والتي تدعو الجامعة إلى زيادة نسبة الطلاب الجامعيين الذين يعيشون في السكن الجامعي من 30% إلى أكثر من 40% خلال العقد المقبل.
بالإضافة إلى توفير مساحة لنمو الجامعة، يتزامن التوسع أيضًا مع خطة تنشيط غرينسبورو لممر غيتسيتي بولفارد، وهو نقطة دخول رئيسية وطريق في المدينة. كما سيحفز المشروع التنمية الاقتصادية في المنطقة. تقدر التوقعات أن التطوير سيولد أكثر من 590 مليون دولار في الإنفاق الجديد بين عامي 2014 و2023، وتأمين 945 وظيفة جديدة وزيادة عائدات العقارات المحلية بمقدار 7.5 مليون دولار. لم يكن التوسع بدون جدل، خاصة الـ 91 مليون دولار للمركز رياضي. يتم تمويل المركز الرياضي من خلال رسم سنوي إلزامي قدره 435 دولارًا لكل طالب في الجامعة.
اندلعت فضيحة موظفين في عام 2014. في 25 سبتمبر، أنهت الجامعة توظيف ثلاثة أشخاص في قسم العلاقات العامة بالجامعة وتم القبض عليهم بتهم جناية تتعلق بإدارة أعمال التصوير الفوتوغرافي في وقت الجامعة وممتلكات الجامعة. في 29 سبتمبر، انتشرت القصة على مدونة محلية. واحتج أعضاء هيئة التدريس والموظفون بالجامعة على عمليات الفصل والاعتقالات. في 30 أكتوبر، أسقط المدعي العام جميع التهم الجنائية ضد الموظفين الثلاثة السابقين. دافعت الجامعة عن الإبلاغ عن الحادث إلى السلطات القانونية، لكنها أعلنت أن الموظفين السابقين لديهم الحق في استئناف إنهاء خدمتهم من خلال نظام شكاوى الموظفين.
في 20 أكتوبر 2014، أعلنت المستشارة ليندا برادي تقاعدها اعتبارًا من 31 يوليو 2015. قالت برادي إن تقاعدها لا علاقة له بفضيحة الموظفين المستمرة في الجامعة. في 27 يناير 2015 قدم رئيس قسم العلاقات العامة استقالته اعتبارًا من 6 فبراير.

## الاعتراف والتصنيف
- في تصنيفها لعام 2021، صنفت مجلة يو إس نيوز آند وورلد ريبورت الجامعة في المرتبة 258 من أصل 389 جامعة وطنية، وتحتل المرتبة 126 في تصنيف 209 «أفضل المدارس العامة»، والمرتبة 23 من أصل 389 جامعة في «أفضل أداء في مجال التنقل الاجتماعي».[21]
- في تصنيفاتها 2019-2020، صنفت مجلة موني جامعة نورث كارولينا في جرينسبورو في المرتبة 509 من حيث «أفضل قيمة» من بين 744 جامعة في الولايات المتحدة[22]
- في عام 2020، صنفت واشنطن الشهرية جامعة نورث كارولينا في جرينسبورو على 96 من أصل 389 مدرسة في قائمة الجامعات الوطنية. تقيم واشنطن الشهرية جودة المدارس بناءً على الحراك الاجتماعي والبحث وتعزيز الخدمة العامة.[23]
- في عام 2019، صنفت قائمة "أفضل الكليات الأمريكية" الصادرة عن مجلة فوربس، جامعة نورث كارولينا في غرينسبورو في المرتبة 559 من بين 650 جامعة وكليات فنون ليبرالية وأكاديمية خدمة على مستوى البلاد؛ المرتبة 202 بين الجامعات الحكومية، والمرتبة 128 بين مدارس الجنوب.[24]

## حرم الجامعة
للجامعة حرم جامعي متنوع معماريا مع معالم فريدة مميزة. تشمل الهياكل التاريخية مبنى فوست (1891) وسبنسر هال (1904، 1907) وكواد (1919-1923) وتشانسلر ريزيدنت (1923) وآيكوك أوديتوريوم (1927) وألومني هاوس (1937). تشمل الميزات الأخرى تمثال مينيرفا يقع شرق مركز جامعة إليوت. كانت مينيرفا جزءًا من الحرم الجامعي منذ أول دبلومة تشبهها في عام 1894 إلى التمثال الذي أقيم بالقرب من المركز في عام 2003. كما ألهمت مينيرفا برنامج الهوية الرسومية الجديد بالجامعة، والذي تم إطلاقه في عام 2004.
ومن المعالم الأخرى تمثال «تشارلي» وهو تمثال لمؤسس الجامعة تشارلز دنكان ماكيفر خارج مكتبة جاكسون. تعتبر مجموعات الأبراج البيضاء لمكتبة جاكسون وبرج سبارتان المائي من الهياكل المميزة في مجتمع غرينسبورو، كما أن الحرم الجامعي هو موقع لـ «راوك» وبرج الساعة - وهما معلمان من معالم الحرم الجامعي - والتقاليد المدرسية.
معلم آخر في حرم الجامعة هو فونتاين وهو مكان اجتماع مشترك لمجموعات الطلاب. يمكن رؤيته من أجزاء من الرباعية وصولاً إلى مركز جامعة إليوت ومن أعلى في مكتبة جاكسون و«المقهى»، غالبًا ما تكون الدرجات الكبيرة والمنصة حول النافورة موقعًا للعروض التوضيحية والعروض ووظائف الأخوة / نادي نسائي.
يقع الحرم الجامعي على مقربة (في غضون 1.5 ساعة بالسيارة) من العديد من الجامعات الأخرى - جامعة ولاية كارولينا الشمالية الزراعية والتقنية، وجامعة ديوك، وإيلون، وجامعة هاي بوينت، وولاية نورث كارولاينا، وجامعة ولاية كارولينا الشمالية في تشابل هيل، وجامعة نورث كارولينا في شارلوت، وجامعة ويك فورست، وجامعة ولاية وينستون سالم. تقع الجامعة في منتصف الطريق بين واشنطن العاصمة وأتلانتا، جورجيا.

## ألعاب القوى
يصل برنامج ألعاب القوى بين الكليات في جامعة نورث كارولينا في غرينسبورو إلى أواخر الأربعينيات من القرن العشرين، حيث شارك الطلاب في بطولات الجولف الوطنية في عام 1948 واستضافت المدرسة البطولات الوطنية للجولف للسيدات (1954) وتنس (1965). خلال الثمانينيات، تنافست جميع فرق سبارتان في القسم الثالث (بدون منحة دراسية) ثم القسم الثاني (منحة دراسية) من الرابطة الوطنية لألعاب القوى، وتنافست جميع الفرق في القسم الأول منذ خريف عام 1991. بين عامي 1982 و1987، فاز فريق كرة القدم للرجال بلقب البطولة الوطنية كل عام باستثناء عام 1984. اليوم، تتنافس الجامعة في المؤتمر الجنوبي، الذي يتكون من 10 مدارس عبر خمس ولايات في الجنوب الشرقي.
تشمل الفرق الرياضية الـ 18 الموجودة حاليًا في الجامعة: كرة القدم، البيسبول، كرة السلة للرجال، كرة السلة للسيدات، كرة القدم للرجال، كرة المضرب للسيدات، الجولف الرجالي، الجولف النسائي، كرة القدم للرجال، كرة القدم النسائية، الكرة اللينة، المسار الداخلي للرجال، المسار الداخلي للسيدات، تنس الرجال، تنس نسائي، مضمار رجال، مضمار سيدات، كرة طائرة سيدات. تم إسقاط المصارعة في ربيع عام 2011. على الرغم من عدم اعتبارها فرقًا رياضية رسمية، إلا أن قسم الألعاب الرياضية يضم أيضًا فرقة التشجيع التابعة للجامعة وفريق الرقص التابع لها.
انتقل فريق كرة السلة للرجال التابع للجامعة إلى موقع «جديد» في 2009-2010، مما جعل ملعب غرينسبورو كولوسيوم ملعبهم الأصلي. تم الإعلان عن هذه الخطوة من قبل مستشارة الجامعة الدكتورة ليندا برادي في 5 ديسمبر 2008. كمعاينة للأشياء القادمة، استضاف الجامعة ديفيدسون في مكانه الجديد بعد شهرين واستقطب حشدًا بلغ 11687. في 29 كانون الأول (ديسمبر) 2010، سجل حضور الجامعة 22,178 وشاهد سبارتانز يستضيف ديوك بلو ديفيلز. بكامل طاقته، يستوعب المبنى أكثر من 23000 مشجع لكرة السلة مما يمنح الجامعة القدرة على امتلاك واحدة من أكبر ساحات كرة السلة في البلاد. تستخدم الجامعة مجموعة متنوعة من التكوينات لمسابقاتها بسعة لا تقل عن 7,617. كجزء من هذه الخطوة، أعاد الكولوسيوم تصميم الأرضية إلى «أرضية منزل» سبارتان وتجديد غرفة خلع الملابس الضخمة بالكامل للفريق، كاملة مع غرفة التدريب ومرافق الاجتماعات ومكاتب المدربين وصالة اللاعبين. يتم تدريب الفريق من قبل لاعب سابق في جامعة نورث كارولينا في تشابل هيل ويس ميلر، الذي كان وقت تعيينه في عام 2012 أصغر مدرب في القسم الأول.
تعد لين أجي، مدربة كرة السلة النسائية السابقة في الجامعة، التي تقاعدت بعد موسم 2010-2011، من بين أكثر المدربين نجاحًا في تاريخ كرة السلة للسيدات بين الكليات. حاليًا، هي واحدة من 45 مدربة فقط في تاريخ لعبة السيدات اللاتي حقّقْن أكثر من 600 انتصار؛ بتوجيه من لين أجي، وصل الجامعة إلى هضبة 20 فوزًا 16 مرة.

### الطاقم الأزرق
الطاقم الأزرق هي منظمة طلابية مكرسة لتشجيع الجامعة في الأحداث الرياضية.

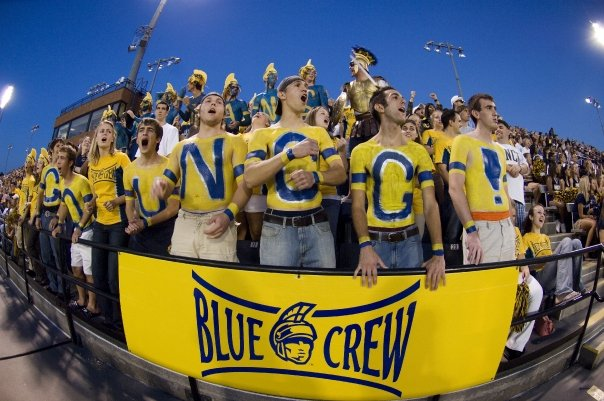
الطاقم الأزرق في مباراة كرة قدم.
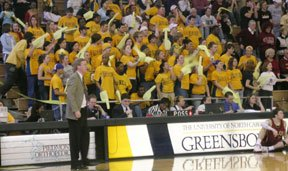
الطاقم الأزرق في مباراة كرة سلة.
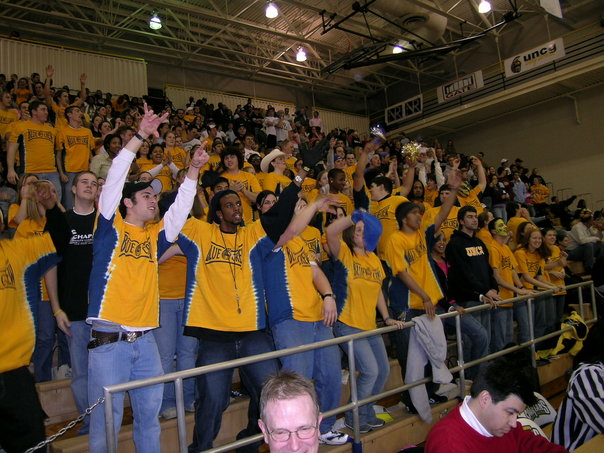
الطاقم الأزرق في مباراة كرة سلة.
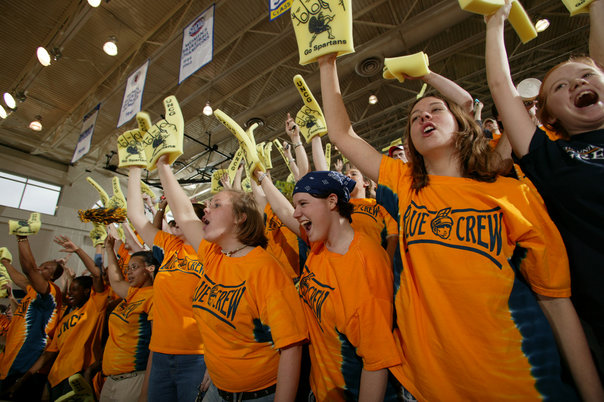
الطاقم الأزرق

## النوادي والتقاليد
جامعة نورث كارولينا في غرينسبورو هي موطن لعدد كبير من المنظمات الرياضية والطلابية المتنوعة والفعالة من الحياة اليونانية إلى محطة إذاعية، وبعض التقاليد الفريدة للمدرسة.

## خريجون متميزون
- ستيف ألموند.

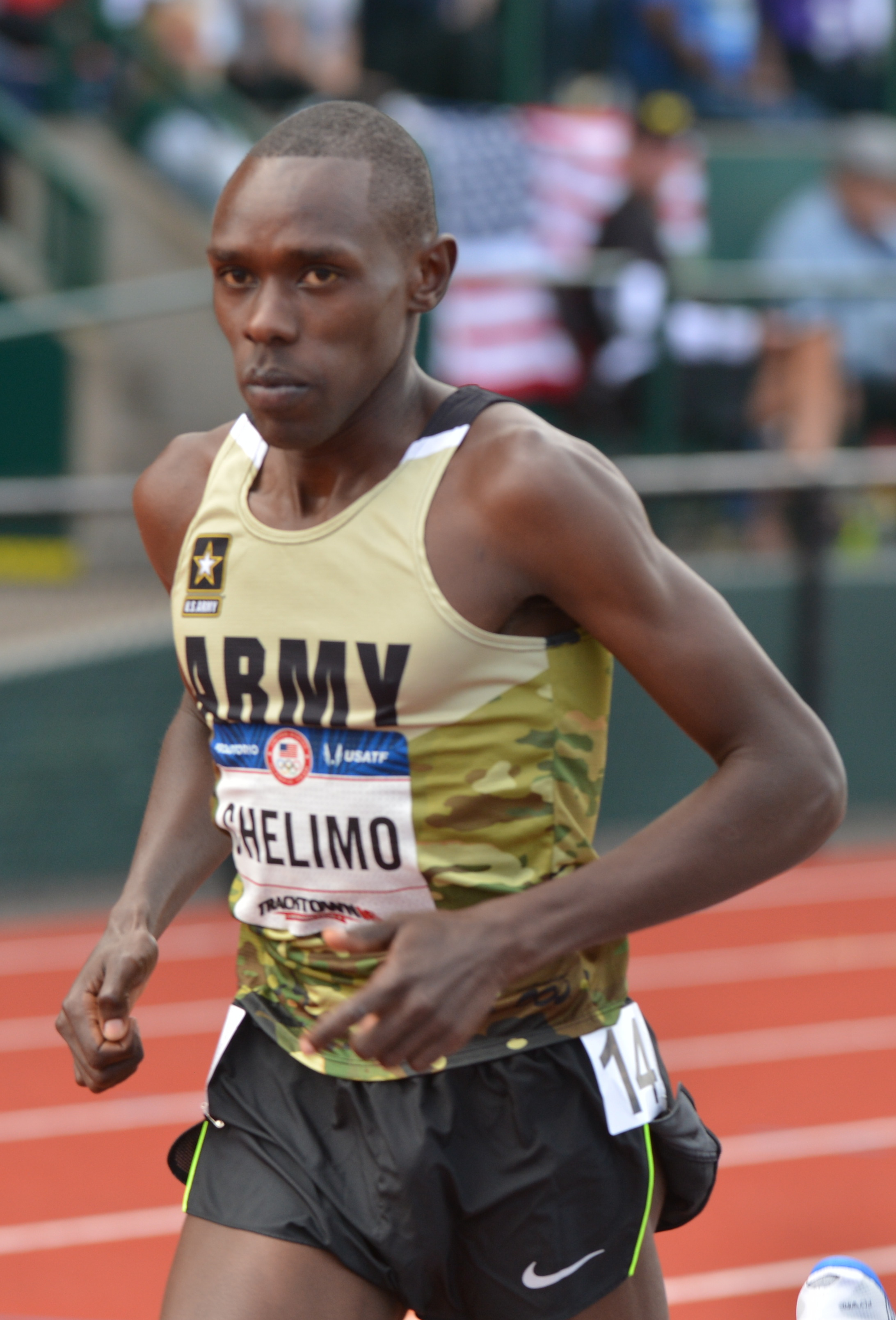
بول شيليمو

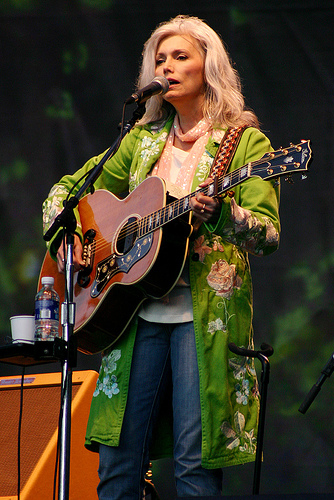
إميلو هاريس

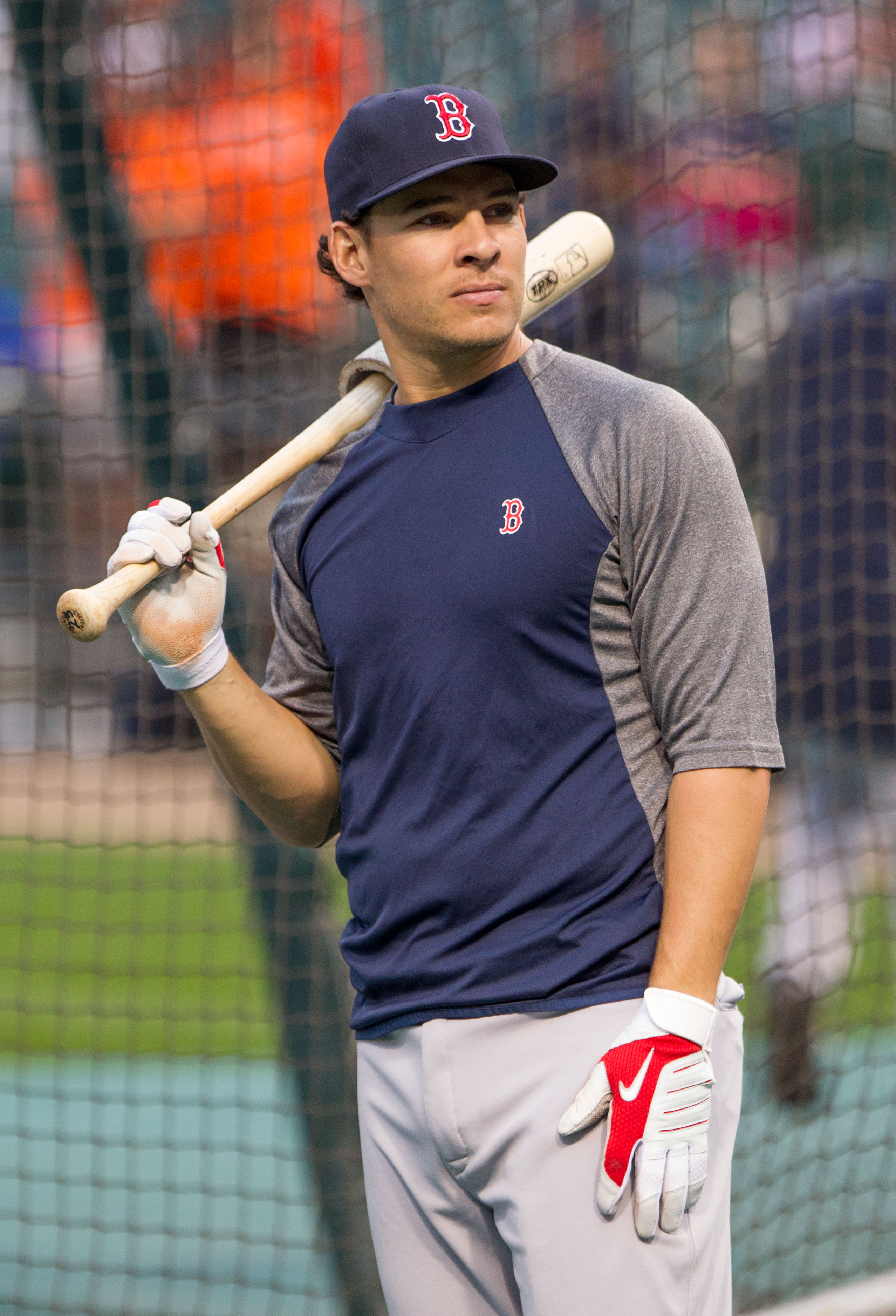
داني فالنسيا

- نورمان أندرسون - الرئيس التنفيذي لجمعية علم النفس الأمريكية (دكتوراه في علم النفس الإكلينيكي).[28]
- جيرالد أوستن - حكم اتحاد كرة القدم الأميركي.
- دابابي، مغني الراب الأمريكي.
- تايلر بارنهاردت، ممثل أمريكي.
- روث بيلامي (1906-1969)، كاتبة أمريكية.
- كريستيل ترامب بوند، راقصة أمريكية ومصممة رقصات ومؤرخة رقص.
- ليندا كارتر برينسون، محررة وكاتبة وصحافية أمريكية.
- كاري لوجي بروتون، أمينة مكتبة أمريكية.
- كاثرين ستريبلينج باير (مواليد 1944) - شاعر ومعلم أمريكي؛ الحائز على جائزة شاعر كارولينا الشمالية 2005-2009.
- آندي كابيك - مغني وكاتب أغاني لفرقة فيتيفر.
- وايلي كاش - مؤلف.
- جي بي كارتر - سياسي أمريكي ومعلم وضابط عسكري.
- كريس تشالك - ممثل.
- بول شيليمو - الحاصل على الميدالية الفضية الأولمبية لعام 2016 في سباق 5000 متر في سباقات المضمار والميدان.
- كيلي شيري - الحائزة على جائزة شاعر فرجينيا 2010-2012.
- اشلي شارب كستناء - ممثلة وكاتبة.
- تريسي دوكار - لاعب كرة قدم محترف.
- كلوديا إيمرسون - مؤلفة حائزة على جائزة بوليتسر.
- سو رامسي جونستون فيرجسون، سناتور ولاية كارولينا الشمالية.
- بن فولدز - مغني وكاتب أغاني وموسيقي وملحن ومنتج تسجيل. فرونت مان وعازف البيانو من فرقة الروك البديلة بن فولدز فايف.
- ديل فولويل - مجلس النواب بولاية نورث كارولينا (يمين)، المنطقة 74 (2004 إلى الوقت الحاضر).
- إيميلو هاريس - موسيقى الريف الحائز على جائزة جرامي / المغني وكاتب الأغاني الشعبي.
- باربرا هيرفي - قاضية في محكمة الاستئناف الجنائية بتكساس؛ يقيم في سان أنطونيو.
- ريكي هيكمان - لاعب كرة سلة محترف في إسرائيل لصالح مكابي تل أبيب.[29]
- كايل هاينز - لاعب كرة سلة هو واحد من ستة لاعبين رجال فقط في تاريخ الرابطة الوطنية لرياضة الجامعات وسجل 2000 نقطة وانتزع 1000 كرة مرتدة وصد 300 تسديدة في مسيرته الكروية.[30]
- كارول مان - لاعب غولف.
- جايلي بيرلي ميد - عالم فلك في مركز جودارد لرحلات الفضاء.
- بيث ميتشل - راقصة شعرية تنافسية.
- نادية موفيت - ملكة جمال ولاية كارولينا الشمالية، الولايات المتحدة الأمريكية 2010.
- أليخاندرو مورينو - لاعب كرة قدم دولي فنزويلي متقاعد ومحلل كرة قدم.
- روبرت مورغان - شاعر ومؤلف.
- داني فالنسيا (مواليد 1984) - لاعب بيسبول أمريكي-إسرائيلي كبير.